# Colyttus
Colyttus is een geslacht van spinnen uit de familie springspinnen (Salticidae).

## Soorten
De volgende soorten zijn bij het geslacht ingedeeld:
- Colyttus bilineatus Thorell, 1891
- Colyttus lehtineni Żabka, 1985